# إريك نيكسيك
إريك نيكسيك (بالإنجليزية: Eric Nicksick؛ مواليد سبتمبر 1979) هو مُقاتل فنون قتالية مختلطة أمريكي.